# Ecnomus kabae
Ecnomus kabae är en nattsländeart som beskrevs av Francois-Marie Gibon 1992. Ecnomus kabae ingår i släktet Ecnomus och familjen trattnattsländor. Inga underarter finns listade i Catalogue of Life.